# Boxe aux Jeux asiatiques de 2014
Navigation
Édition précédente Édition suivante
Les compétitions de boxe anglaise des Jeux asiatiques 2014 se sont déroulées du 24 septembre au 3 octobre 2014 à Incheon, Corée du Sud.

## Résultats

### Podiums

#### Femmes
| Catégories             | Or          | Argent              | Bronze                                   |
| Poids mouches (-52 kg) | Mary Kom    | Zhaina Shekerbekova | Le Thi Bang Myagmardulamyn Nandintsetseg |
| Poids légers (-60 kg)  | Yin Junhua  | Park Ji-na          | Laishram Sarita Devi Luu Thi Duyen       |
| Poids moyens (-75 kg)  | Jang Un-hui | Li Qian             | Marina Volnova Pooja Rani                |

#### Hommes
| Catégories                  | Or                     | Argent             | Bronze                               |
| Poids mi-mouches (-49 kg)   | Shin Jong-hun          | Birzhan Zhakypov   | Turat Osmonov Mark Anthony Barriga   |
| Poids mouches (-52 kg)      | Ilyas Suleimenov       | Shakhobidin Zoirov | Muhammad Waseem Shota Hayashida      |
| Poids coqs (-56 kg)         | Ham Sang-myeong        | Zhang Jiawei       | Kairat Yeraliyev Mario Fernandez     |
| Poids légers (-60 kg)       | Dorjnyambuu Otgondalai | Charly Suarez      | Satoshi Shimizu Obada Al-Kasbeh      |
| Poids super-légers (-64 kg) | Wuttichai Masuk        | Lim Hyun-chul      | Aziz Bebitov Masatsugu Kawachi       |
| Poids welters (-69 kg)      | Daniyar Yeleussinov    | Israil Madrimov    | Serdar Hudayberdiyev Apichet Saensit |
| Poids moyens (-75 kg)       | Zhanibek Alimkhanuly   | Odai Al-Hindawi    | Vikas Krishan Wilfredo Lopez         |
| Poids mi-lourds (-81 kg)    | Adilbek Niyazymbetov   | Kim Hyeong-kyu     | Oybek Mamazulunov Ehsan Rouzbahani   |
| Poids lourds (-91 kg)       | Anton Pinchuk          | Ali Mazaheri       | Ihab Al-Matbouli Park Nam-hyeong     |
| Poids super-lourds (+91 kg) | Ivan Dychko            | Jasem Delavari     | Mirzohid Abdullaev Satish Kumar      |

### Tableau des médailles
| Place | Pays              | Médaille d'or, Asie | Médaille d'argent, Asie | Médaille de bronze, Asie | Total |
| ----- | ----------------- | ------------------- | ----------------------- | ------------------------ | ----- |
| 1     | Kazakhstan        | 6                   | 2                       | 2                        | 10    |
| 2     | Corée du Sud      | 2                   | 3                       | 1                        | 6     |
| 3     | Chine             | 1                   | 2                       | 0                        | 3     |
| 4     | Inde              | 1                   | 0                       | 4                        | 5     |
| 5     | Thaïlande         | 1                   | 0                       | 1                        | 2     |
| 5     | Mongolie          | 1                   | 0                       | 1                        | 2     |
| 7     | Corée du Nord     | 1                   | 0                       | 0                        | 1     |
| 8     | Ouzbékistan       | 0                   | 2                       | 2                        | 4     |
| 9     | Iran              | 0                   | 2                       | 1                        | 3     |
| 10    | Jordanie          | 0                   | 1                       | 3                        | 4     |
| 11    | Philippines       | 0                   | 1                       | 2                        | 3     |
| 12    | Japon             | 0                   | 0                       | 3                        | 3     |
| 13    | Viêt Nam          | 0                   | 0                       | 2                        | 2     |
| 13    | Turkménistan      | 0                   | 0                       | 2                        | 2     |
| 15    | Pakistan          | 0                   | 0                       | 1                        | 1     |
| 15    | Kirghizistan      | 0                   | 0                       | 1                        | 1     |
| Total | 16 pays médaillés | 13                  | 13                      | 26                       | 52    |